# Ладаинья
Ладаинья (порт. Ladainha) — муниципалитет в Бразилии, входит в штат Минас-Жерайс. Составная часть мезорегиона Вали-ду-Мукури. Входит в экономико-статистический микрорегион Теофилу-Отони. Население составляет 15 264 человека на 2006 год. Занимает площадь 865,245 км². Плотность населения — 17,6 чел./км².

## История
Город основан 1 января 1949 года.

## Статистика
- Валовой внутренний продукт на 2003 год составляет 30 870 260,00 реалов (данные: Бразильский институт географии и статистики).
- Валовой внутренний продукт на душу населения на 2003 год составляет 1988,55 реалов (данные: Бразильский институт географии и статистики).
- Индекс развития человеческого потенциала на 2000 год составляет 0,609 (данные: Программа развития ООН).